# Panorama Park
Panorama Park és una població dels Estats Units a l'estat d'Iowa. Segons el cens del 2000 tenia 111 habitants.

## Demografia
Segons el cens del 2000, Panorama Park tenia 111 habitants, 49 habitatges, i 29 famílies. La densitat de població era de 612,2 habitants/km².
Dels 49 habitatges en un 20,4% hi vivien nens de menys de 18 anys, en un 51% hi vivien parelles casades, en un 8,2% dones solteres, i en un 38,8% no eren unitats familiars. En el 34,7% dels habitatges hi vivien persones soles el 14,3% de les quals corresponia a persones de 65 anys o més que vivien soles. El nombre mitjà de persones vivint en cada habitatge era de 2,27 i el nombre mitjà de persones que vivien en cada família era de 2,93.
Per edats la població es repartia de la següent manera: un 17,1% tenia menys de 18 anys, un 8,1% entre 18 i 24, un 27,9% entre 25 i 44, un 25,2% de 45 a 60 i un 21,6% 65 anys o més.
L'edat mediana era de 42 anys. Per cada 100 dones de 18 o més anys hi havia 84 homes.
La renda mediana per habitatge era de 38.125 $ i la renda mediana per família de 38.750 $. Els homes tenien una renda mediana de 35.938 $ mentre que les dones 20.938 $. La renda per capita de la població era de 17.062 $. Cap de les famílies estaven per davall del llindar de pobresa.

## Poblacions properes
El següent diagrama mostra les poblacions més properes.